# Snæfellsnes
Le Snæfellsnes, toponyme islandais signifiant littéralement en français « péninsule de Snæfell », est une péninsule d'Islande située dans l'Ouest du pays. À son extrémité s'élève son point culminant avec 1 446 mètres d'altitude, le Snæfellsjökull, un volcan endormi recouvert d'une petite calotte glaciaire.

## Géographie

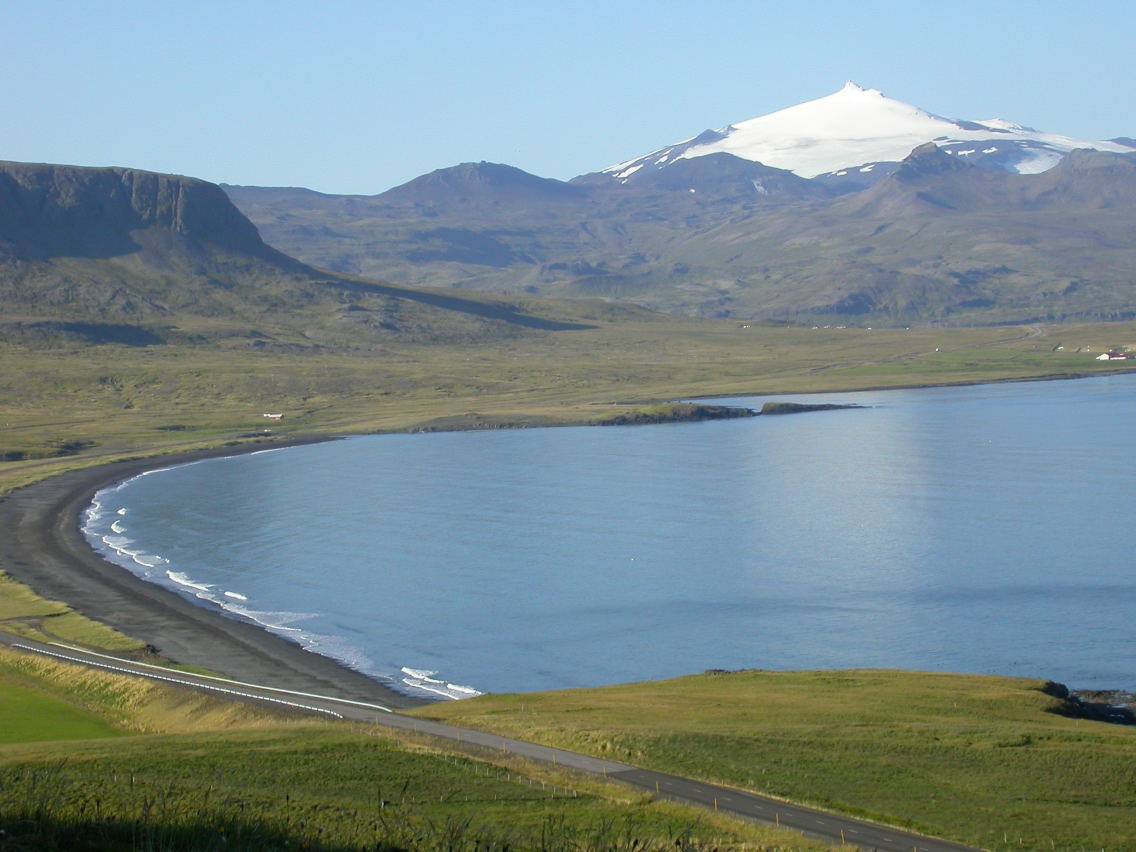
Paysage de la côte nord de la péninsule avec le Snæfellsjökull à l'horizon.

La péninsule s'avance d'environ soixante-dix kilomètres vers l'ouest dans l'océan Atlantique, baignée au nord par le Breiðafjörður et au sud par la Faxaflói. À son extrémité se trouve son point culminant, le Snæfellsjökull, volcan s'élevant à 1 446 mètres d'altitude, recouvert d'un glacier et inclus dans un parc national. Relief emblématique et principal site d'intérêt de la péninsule, il est visible par beau temps depuis la capitale Reykjavik distante d'environ 120 kilomètres au sud. La montagne est également connue en raison du roman Voyage au centre de la Terre de Jules Verne dans lequel il situe l'entrée dans l'intérieur de la Terre au sommet de la montagne ; par ailleurs, Philippe Porée-Kurrer en a fait un lien tectonique vers l'Onirisphère dans son roman Les gardiens de l'Onirisphère.
Quelques villes et villages de pêcheurs se trouvent sur la côte nord de la péninsule (Ólafsvík, Grundarfjörður, Stykkishólmur et Búðardalur) ou sud avec Arnarstapi.

## Histoire
C'est dans cette région qu'a sévi au XVIe siècle le tueur en série Axlar-Björn.